# Thespis parva
Thespis parva är en bönsyrseart som beskrevs av Dru Drury 1773. Thespis parva ingår i släktet Thespis och familjen Thespidae. Inga underarter finns listade i Catalogue of Life.